# Masoga rava
Masoga rava là một loài bướm đêm trong họ Noctuidae.